# Zdzisław Wydrzyński
Zdzisław Wydrzyński (ur. 1 marca 1930 w Ozorkowie, zm. 25 kwietnia 1988 w Warszawie) – polski polityk, poseł na Sejm PRL VII i VIII kadencji.

## Życiorys
Uzyskał wykształcenie średnie zawodowe. Podczas II wojny światowej wywieziony na roboty przymusowe pod Frankfurt nad Menem. W 1948 wstąpił do Związku Młodzieży Polskiej, a w 1952 do Polskiej Zjednoczonej Partii Robotniczej. Elektryk i później brygadzista w Fabryce Wyrobów Precyzyjnych im. gen. Karola Świerczewskiegow Warszawie. Po ukończeniu Technikum dla Przodujących Robotników, został mistrzem, potem starszym mistrzem. Był sekretarzem Komitetu Zakładowego PZPR i zastępcą członka Komitetu Dzielnicowego w dzielnicy Wola. Delegat na VI Zjazd PZPR (w 1971) i I Konferencję Partyjną PZPR. Działał także w Związku Bojowników o Wolność i Demokrację. Od 1973 był radnym Rady Narodowej miasta stołecznego Warszawy. W 1979 objął mandat posła na Sejm PRL VII kadencji w miejsce zmarłego Wacława Szymczaka. W 1980 uzyskał reelekcję w okręgu Warszawa-Wola. W Sejmie VIII kadencji zasiadał w Komisji Pracy i Spraw Socjalnych, Komisji Przemysłu Ciężkiego, Maszynowego i Hutnictwa, Komisji Skarg i Wniosków, Komisji Nadzwyczajnej do rozpatrzenia projektu Ustawy Konstytucyjnej o Przedłużeniu Kadencji oraz w Komisji Przemysłu.
Pochowany na Cmentarzu Wojskowym na Powązkach (kwatera K-1-58).

## Odznaczenia
- Krzyż Kawalerski Orderu Odrodzenia Polski
- Złoty Krzyż Zasługi (1975)
- Brązowy Krzyż Zasługi (1969)
- Medal 30-lecia Polski Ludowej (1974)
- Medal 40-lecia Polski Ludowej